# Животков, Христофор Иванович
Христофор Иванович Животко́в (1892, Новая Криуша, Воронежская губерния — 1981, Ростов-на-Дону) — советский учёный, специалист в области ветеринарного акушерства, доктор сельскохозяйственных наук.

## Биография
Родился в 1892 году в селе Новая Криуша (ныне Калачеевский район, Воронежская область) в семье священника, расстрелянного 18.10.1937 и реабилитированного 27.6.1989.
Окончил Воронежскую духовную семинарию (1913) и Московский ветеринарный институт (1923).
На военной службе с 1920 года. Работал ветеринарным врачом на военном конном заводе в Ростове-на-Дону, главным ветеринарным врачом треста, начальником ветеринарного отдела Управления военными конными заводами РККА, помощником начальника Центрального управления военных конных заводов. Полковник ветеринарной службы.
После Великой Отечественной войны — начальник лаборатории военных конных заводов. 
Умер 10 января 1981 года. Похоронен на Северном кладбище в городе Ростов-на-Дону.

## Сочинения
- Основные элементы зоогигиены воспроизводства лошади [Текст] / Х. И. Животков, лауреат Сталинской премии заслуж. вет. врач РСФСР ; Гл. упр. конных заводов и гос. заводских конюшен М-ва сельского хозяйства СССР. — Москва : Изд-во М-ва сельского хозяйства СССР, 1953. — 16 с.; 20 см.
- Определение стельности у коров [Текст] / Х. И. Животков, заслуж. вет. врач РСФСР лауреат Гос. премии СССР. — Москва : Колос, 1965. — 61 с. : ил.; 20 см. — (Б-чка практического ветеринарного врача).
- Новые элементы в организации и проведении пробы и случки лошадей [Текст] : Из практики работы по ручной (естественной и искусственной) случке кобыл на воен.-кон. заводах РККА за ряд лет / Ветврач Х. Животков ; Упр. воен. конными заводами РККА. — Ростов н/Д : тип. ФЗУ АЧКПТ, 1935. — Обл., тит. л., 115 с., 7 вкл. л. табл.; 20х14 см.
- Рационализация и перестройка случки и искусственного осеменения кобыл на новых производственных и научных обоснованиях [Текст] : Практич. пособие при проведении пробы, случки и искусственного осеменения кобыл / Х. И. Животков, воен.-вет. врач 1 ранга Упр. воен. конными заводами РККА, орденоносец. — Москва : Сельхозгиз, 1938 (17 ф-ка нац. книги). — 112 с. : ил.; 22 см.
- Основы осеменения лошадей [Текст] : научное издание / Х. И. Животков. — М. : Гос. изд-во с.-х. лит-ры, 1952. — 368 с.

## Награды, звания и премии
- Орден Ленина (1947)
- Орден Красного Знамени (1944)[2]
- Орден Трудового Красного Знамени (1949)
- Орден Красной Звезды (1945)
- Сталинская премия второй степени (1949) — за выведение новых пород верховых лошадей — «Будённовская» и «Терская».
- Малая золотая медаль Всесоюзной сельскохозяйственной выставки (1940)
- Заслуженный ветеринарный врач РСФСР (1951)